# Raymond G. Arnold
Raymond George Arnold (* 1942) ist ein US-amerikanischer experimenteller Kernphysiker am Stanford Linear Accelerator Center (SLAC).

## Leben
Arnold studierte an der Alaska Methodist University in Anchorage (heute Alaska Pacific University) mit dem Bachelor-Abschluss 1964 und wurde 1972 an der Boston University bei Edward Booth promoviert. Als Post-Doktorand war er bei Benson Chertok an der American University in Washington D. C. und forschte am SLAC, wo er die Struktur von leichten Kernen wie Helium und dem Deuteron und schwereren Kernen mit Elektronenstreuung studierte. In den 1980er und 1990er Jahren untersuchte er die Quarkstruktur von Nukleonen und Kernen mit Elektronenstreuung am SLAC, wobei er Gruppenleiter oder Sprecher der Experimente war. Zum Beispiel bestimmte er die tiefinelastischen Spin-Strukturfunktionen von Proton und Neutron mit der Streuung von polarisierten Elektronen und Targets.
Für seine Experimente, die eine Verbindung von Kernphysik zur Quantenchromodynamik und dem Quarkbild schlugen, erhielt Arnold 2000 den Tom-W.-Bonner-Preis für Kernphysik. Er ist Fellow der American Physical Society. Er war auch Berater beim Jefferson Lab.

## Publikationen
Als Herausgeber
- Topical Conference on Electronuclear Physics With Internal Targets, 9-12 January, 1989 Stanford Linear Accelerator Center Stanford, California, World Scientific Pub Co Inc, 1990, ISBN 978-9971-5-0888-3

Fachaufsätze
Arnold veröffentlichte mehr als 40 Aufsätze in der Physical Review, darunter:
- mit Edward C. Booth und William J. Alston, III: Resonance-Fluorescence Studies. II. 121Sb and 123Sb, in: Physical Review C 7, 1500–1509 (1973)
- mit Carl E. Carlson und Franz Gross: High-Momentum-Transfer Elastic e-d Scattering, in: Physical Review Letters 38, 1516–1519 (1977) (Elektronenstreuung am Deuteron bei hohen Impulsüberträgen)
- mit Carl E. Carlson und Franz Gross: Elastic electron-deuteron scattering at high energy, in: Physical Review C  21, 1426–1451 (1980)
- mit Carl E. Carlson und Franz Gross: Polarization transfer in elastic electron scattering from nucleons and deuterons, in: Physical Review C 23, 363–374 (1981)